# جبل الدار (حارة)

تعديل مصدري - تعديل

جبل الدار إحدى حارات مدينة الرضائي بمحافظة إب، بلغ تعداد سكانها 228 نسمة حسب تعداد اليمن لعام 2004.